# Battle Royale (manga)
Battle Royale es un manga serializado escrito por Koushun Takami e ilustrado por Masayuki Taguchi. Está basado en la novela del mismo nombre, y publicado en Japón por Akita Publishing. El manga está dividido en 15 volúmenes y está distribuido en español por la editorial Ivrea y en inglés por la editorial TOKIOPOP. También existe una secuela del manga llamada Battle Royale II: Blitz Royale. En octubre de 2007 fue lanzada una edición especial del manga.
El manga sigue el desarrollo de la novela alejándose un poco de la trama, pero expandiéndola un poco más en cuanto la vida de cada uno de los estudiantes. También es más explícita en cuanto a temas sexuales que en la novela y en la película.
El manga se desarrolla mostrando la vida de siete estudiantes específicamente: el justiciero Shuya Nanahara, la amable y cariñosa Noriko Nakagawa, el duro veterano Shogo Kawada, el hacker deportista Shinji Mimura, el tímido maestro del kung fu Hiroki Sugimura, la problemática Mitsuko Souma, y finalmente el frío y despiadado Kazuo Kiriyama. En enero de 2006 todos los volúmenes fueron publicados en Japón. En España fueron publicados en agosto de 2006 por medio de la editorial Ivrea.

## Argumento
En la República del Gran Asia, un estado totalitario geográficamente que es una versión alternativa de Japón, se aplica la ley Battle Royale. De acuerdo con esta ley, cada año se elige una clase de tercer grado de secundaria por sorteo para participar en lo que es llamado "El Programa". El juego consiste en una lucha donde los participantes deben matarse entre sí en un lugar especialmente elegido por el gobierno y previamente evacuado. Para obligarlos a participar, se les coloca un collar que proporciona al centro de control la posición de los estudiantes y que explota en caso de fuga o motín. Los participantes reciben equipamiento de supervivencia que incluye un arma aleatoria (desde ametralladoras hasta tapas de ollas), para estandarizar las posibilidades de supervivencia. El objetivo es que solo quede un sobreviviente, el único que puede regresará a casa.
El manga presenta a estudiantes de una de las clases extraídas: la clase 3-B del instituto Shiroiwa, 21 niños y 21 niñas. Su programa tendrá lugar en una isla evacuada.
Los estudiantes se separan casi de inmediato en dos facciones diferentes: los que se niegan a participar en el juego buscando formas de rebelarse contra el gobierno y los que aceptan pelear. Mientras que estos últimos generalmente se mueven solos, los "rebeldes" forman diferentes grupos e implementan diferentes estrategias para terminar el juego, como el ataque directo a la sede del centro de comando y al jefe de la operación, el profesor Yonemi Kamon, diseñado por el pirata informático y rebelde antigubernamental Shinji Mimura, que falla dramáticamente, mientras que los miembros de la clase continúan muriendo uno tras otro.
Shōgo Kawada, superviviente del año anterior que afirma conocer un modo de escape (que, sin embargo, no quiere revelar), se gana la confianza de Shuya Nanahara, quien tiene la intención de huir de ese infierno con todos sus compañeros y categóricamente se niega a matar a nadie. Los dos, junto con Noriko Nakagawa, intentan convencer a otros para que se unan a su grupo (incluido el campeón de Kung Fu Hiroki Sugimura, quien busca desesperadamente a su mejor amiga y a su amor platónico), pero tienen que lidiar constantemente con innumerables muertes y compañeros dispuestos a asesinarlos, sobre todo el frío Kazuo Kiriyama, un joven increíblemente inteligente y hábil en combate y también con la bella y cruel Mitsuko Souma, quienes constituyen la amenaza más peligrosa en la isla, después de haber decidido jugar para ganar.

## Personajes

### Protagonistas
- Shuya Nanahara (七原 秋也 Nanahara Shūya?): El protagonista principal. Es un huérfano optimista y amante del rock que intenta convencer a sus compañeros de buscar una forma de escapar sin matarse unos a otros.
- Noriko Nakagawa (中川 典子 Nakagawa Noriko?): La protagonista femenina. Es reservada y está enamorada de Shuya, a quien admira por su música y composición de canciones.
- Shogo Kawada (川田 章吾 Kawada Shōgo?): Es un estudiante de intercambio que luego revela ser el ganador del programa anterior y decide aliarse con Shuya y Noriko.
- Kazuo Kiriyama (桐山 和雄 Kiriyama Kazuo?): El antagonista principal. Intenta ganar el programa (después de lanzar una moneda para decidir si participa o no), matando la mayoría de los estudiantes y tomando sus armas, lo que lo convierte en la mayor amenaza. Estuvo en un accidente de tráfico de pequeño, lo que le causó daño cerebral y la pérdida de la capacidad para sentir emociones.
- Mitsuko Souma (相馬 光子 Souma Mitsuko?): La antagonista secundaria. Es considerada una de las chicas más hermosas del programa. Utiliza su sexualidad y habilidad de fingir emociones para matar a sus compañeros. Dicho comportamiento se debe a los traumas por las violaciones de su padrastro.

### Otros personajes
- Ryoko Anno (安野良子, Anno Ryōko): La directora y monja de la Casa de la Caridad, un orfanato católico. En la novela y el manga, la violan porque protesta cuando Nanahara y Kuninobu son llevados al Battle Royale.
- Yonemi Kamon: El profesor enviado por el gobierno en la versión manga. Es muy similar a Sakamochi y muere de la misma forma.
- Nakata: Estudiante de la antigua clase de Kawada. Está enamorado de Keiko y la intentó acosar. Es testigo de una discusión entre Keiko y Kawada un día antes que entren al Battle Royale, y se enfada con Kawada. En el juego, consigue ser uno de los cuatro estudiante que llegan al final y, cuando Kawada se acerca, coge a Keiko como rehén. Nakata no entiende cómo Keiko siempre se reconcilia con Kawada cuando este no la trata como él la hubiera tratado, por lo que asegura que la prefiere muerta que con Kawada. Kawada le recomienda que quite el seguro de su pistola. Nakato baja la guardia para asegurarse de que no tiene el seguro y Kawada le dispara, llamándole estúpido pues los revolver no tienen seguro.
- Padre de Shuya Nanahara:En la versión gráfica es descrito como un hombre fuerte amable que anteponía sus ideales ante todo, era un padre alegre y honesto que físicamente parecía una versión adulta de Shuya. Aunque se dedica un capítulo en exclusiva a su historia no se señala como muere, pero se deja claro que hubo una intervención del gobierno en el incidente como represalia a su actitud poco sumisa ante las disposiciones del régimen.
- Masao Hayashida (林田昌朗, Hayashida Masao): El tutor de la clase 3-B del instituto de Shiroiwa. Es asesinado por oponerse a que la clase ingrese en el juego y por abogar por las vidas de sus estudiantes. Tiene el mote de "libélula", debido a sus grandes gafas.
- Keiko Onuki (大貫慶子, Ōnuki Keiko) (Keiko Inoue en el manga traducido al inglés): Novia de Shogo Kawada de su escuela anterior en Kobe; Keiko estaba en la clase de Kawada cuando los mandan a participar a Battle Royale. Keiko muere en el programa. Su relación con Keiko y Battle Royale vuelven a Kawada más duro y cerrado.
- Mai: También llamada la chica que sonríe. Es la ganadora de un juego anterior, no se sabe si el anterior a la película u otro, Battle Royale. En el manga se le ve como la ganadora de un juego anterior que ven los niños del orfanato en televisión, se le muestra sacada a rastras por los militares ya que ha perdido la cordura y ríe mientras su rostro escurre sangre; en la novela aparece en los recuerdos de Shuya, quien piensa como lo perturbó ver el rostro sonriente y enajenado de la muchacha.

## Secuelas
- Battle Royale II: Blitz Royale: sin relación argumental con el filme de "Battle Royale II: Réquiem". El manga es distinto y aunque hay alguna referencia la trama es totalmente opuesta a la de la película.[2] El manga ha sido distribuido en España mediante la compañía IVREA.[3]

- Battle Royale: Angel's Border: es una historia paralela de Battle Royale centrado en el grupo del faro y en Shinji Mimura; narra los eventos desde la perspectiva de cada una de las protagonistas, mostrando sus vivencias desde unos meses antes del juego hasta llegar a los sucesos que se narran durante la historia principal.[4][5]

- Battle Royale: Enforcers: después de haber sido prohibido durante 20 años, el Programa de Experimentación Bélica N°68 ha sido reinstaurado bajo el control de una inteligencia artificial gubernamental y los conflictivos alumnos de la Clase F de la Academia Daitoa han sido elegidos, divididos en escuadrones armados y se les ha ordenado luchar hasta la muerte.[6]